# Лепіота отруйна
Лепіота отруйна (Lepiota helveola) — гриб родини печерицевих.

## Будова
Шапинка 2-5 см у діаметрі, тонком'ясиста, опукло- або вохряно-коричнювата, тонковолокниста, з притиснутими дрібними темними лусками, по краю плівчаста, суха. Пластинки вільні, широкі, густі, білі, згодом жовтувато-білі. Спорова маса біла. Спори 6-7(8,5) X 3-4(4,5) мкм, гладенькі. Ніжка 2-4(5) X 0,3—0,8(1) см, порожня, кольору шапки або світліша, луската з вузеньким пластівчастим білуватим кільцем, що скоро зникає. М'якуш білий, при розрізуванні на повітрі повільно червоніє у периферичному шарі плодового тіла, без особливого запаху й смаку.

## Поширення та середовище існування
В Україні зустрічається в степу. Росте на відкритих трав'янистих місцях, на узліссях, у парках, рідко; у липні — жовтні.

## Практичне використання
Смертельно отруйний гриб.